# Stafford Northcote, 1:e earl av Iddesleigh
Stafford Henry Northcote, 1:e earl av Iddesleigh, känd som Sir Stafford Northcote mellan 1851 och 1885, född 27 oktober 1818 i London, död där 12 januari 1887, var en brittisk statsman (tory). Han tillhörde en sedan medeltiden känd släkt i Devonshire.
Northcote var 1842-1847 privatsekreterare åt Gladstone, som då ännu var "det konservativa partiets hopp", och politiskt nära förbunden med denne ännu ett årtionde framåt. 1850 blev Northcote sekreterare i kommissionen för anordnande av 1851 års världsutställning samt ärvde 1851 sin farfars baronetvärdighet och släktgodset Pynes. Han invaldes 1855 i underhuset, som han sedan, med ett kortare avbrott 1857-1858, tillhörde i 30 år, och vann där snart anseende och inflytande som kunnig debattör, i synnerhet i finansiella frågor, samt var januari-juni 1859 finanssekreterare vid skattkammaren i lord Derbys andra ministär. Under de följande åren gjorde han sig bemärkt som oppositionens grundligaste kritiker av den 1859 definitivt till liberalerna övergångne Gladstones finanspolitik, och sina egna finansiella idéer framlade han i Twenty years of financial policy (1861). 
Northcote, som då var en av Disraelis förtrognaste medhjälpare, blev i juli 1866 handelsminister i lord Derbys tredje ministär (med säte i kabinettet) och i mars 1867 statssekreterare för Indien, bibehöll denna post i Disraelis första ministär och avgick med denne i december 1868. Som guvernör för Hudson-bay-kompaniet 1869-1874 genomdrev han kompaniets beslut att sälja Ruperts land till Kanada. I Disraelis andra ministär (februari 1874-april 1880) var Northcote finansminister och tillika, sedan Disraeli som lord Beaconsfield 1876 förflyttats till överhuset, från februari 1877 det konservativa partiets ledare i underhuset. Han motsatte sig i det längsta det sedan av Disraeli genomdrivna inköpet av kedivens aktier i Suezkanalen (1875) och vann 1876 mycket erkännande genom uppläggandet av en ny amorteringsfond för statsskulden. 
Som sitt partis ledare i underhuset var Northcote lugn, kallblodig och taktfull, ej minst under de upprörda debatter regeringens orientaliska, afghanska och sydafrikanska politik framkallade under dess sista år. Efter liberalernas seger vid 1880 års val, då Disraeli till sin död (1881) bibehöll ledarskapet för oppositionen och detta sedan delades mellan Salisbury och Northcote, väckte den sistnämndes stillsamma och något spaka taktik starkt missnöje bland en liten grupp yngre konservativa, som därför bildade det s.k. "fjärde partiet" och övade starkt inflytande i riktning mot skarpare oppositionstaktik och det konservativa partiets demokratisering. 
Då de konservativa i juni 1885 åter kom till makten, utträngdes Northcote genom de yngre elementens inverkan från underhusets ledning, erhöll i Salisburys första ministär endast sinekuren som förste skattkammarlord (dittills alltid förenad med premiärministerposten) och förflyttades (juli) som earl av Iddesleigh till överhuset. Han avgick med Salisbury i februari 1886 och inträdde i juli samma år i Salisburys andra ministär som utrikesminister. Som sådan uppträdde han med skärpa mot den ryska politiken rörande Bulgarien. Då emellertid lord Randolph Churchill i december 1886 plötsligt avgick ur ministären och Salisbury behövde rekonstruera denna i samverkan med de liberala unionisterna, ställde Northcote sin plats till disposition. Man hade på nyåret enats om, att han skulle överlämna utrikesministerposten till Salisbury, då han ett par dagar senare plötsligt avled av hjärtslag i dennes ämbetsrum. 
En samling av Northcotes Lectures and essays utgavs 1887. Han har skildrats som en av Englands redbaraste statsmän, "ur stånd att känna harm över en oförrätt"; som politisk ledare saknade han initiativ, men hans osjälviska patriotism, hans uppriktighet och tolerans förvärvade honom i sällspord grad alla partiers aktning.